# 日本䲗
日本䲗（学名：Callionymus japonicus）也作日本美尾䲗，为䲗科䲗屬的鱼类，俗名乌尾鱼、乌尾摇、鼠衔鱼、泉仔、箭头鱼。分布于泰国、菲律宾至澳大利亚以及中国南海、东海、台湾海峡等海域，屬于近海暖水性底层鱼类。其多生活于沙底海区以及生活于水深40至130米处。该物种的模式产地在日本长崎。
本种之前曾归属于美尾䲗属（Calliurichthys）。2002年有学者将美尾䲗属视为䲗属的一个亚属，该观点被世界鱼类数据库（FishBase）、国际自然保护联盟濒危物种红色名录（IUCN）和世界海洋物种目录（WoRMS）等机构所采纳。